# Жероцин
Жероцин (пол. Żerocin) — село в Польщі, у гміні Дрелів Більського повіту Люблінського воєводства. Населення — 563 особи (2011).

## Історія
У часи входження до складу Російської імперії належало до Радинського повіту Сідлецької губернії.
За даними етнографічної експедиції 1869—1870 років під керівництвом Павла Чубинського, у селі проживали лише греко-католики, усе населення розмовляло українською мовою.
Станом на 1921 рік село Жероцин належало до гміни Жероцин Сідлецького повіту Люблінського воєводства міжвоєнної Польщі.
За офіційним переписом населення Польщі 10 вересня 1921 року в селі Жероцин налічувалося 113 будинків та 536 мешканців, з них:
- 477 римо-католиків, 49 православних, 10 юдеїв;
- 531 поляк, 5 євреїв.

У 1975—1998 роках село належало до Білопідляського воєводства.

## Демографія
Демографічна структура станом на 31 березня 2011 року:
|          | Загалом | Допрацездатний вік | Працездатний вік | Постпрацездатний вік |
| -------- | ------- | ------------------ | ---------------- | -------------------- |
| Чоловіки | 271     | 65                 | 177              | 29                   |
| Жінки    | 292     | 69                 | 157              | 66                   |
| Разом    | 563     | 134                | 334              | 95                   |